# Castle Peak (Hongkong)
Der Castle Peak (chinesisch 青山, Pinyin Qīng Shān, Jyutping Cing1 Saan1, kantonesisch Tsing Shan), historisch auch Pui To Shan (杯渡山,  Bēidù Shān, Jyutping Bui1dou6 saan1), ist ein Berg in den nordwestlichen New Territories in Hongkong. Er ist 583 m hoch und liegt im Stadtteil Tuen Mun.

## Geografie
Der Castle Peak liegt etwa 2,5 km südwestlich des Stadtzentrums von Tuen Mun und etwa gleich weit nördlich der nach ihm benannten Castle Peak Bay. Unmittelbar angrenzend befindet sich ein militärisches Sperrgebiet und Übungsgelände. Auf dem Gipfel befinden sich eine Radarstation und ein TV-Sendeanlage.
Der Castle Peak dient als Namenspate für beispielsweise das Castle Peak Hospital, die Castle Peak Road mit etwa 56 km die längste Straße Hongkongs, die Castle Peak Bay mit dem Castle Peak Beach in Tuen Mun und ursprünglich die Tuen Mun New Town, die in Plänen als Castle Peak New Town genannt wurde (siehe auch New Towns in Hongkong).
Die Region ist ein ökologisches Refugium für Hongkongs Schmetterlingspopulation. Seit 1980 ist der Castle Peak als Site of Special Scientific Interest geschützt. Er ist allerdings nicht Teil eines Country Parks, was an der militärischen Nutzung der Region von Castle Peak Hinterland liegt. Auf dem Gelände befindet sich ein Schießplatz der Hongkonger Polizei und der Volksbefreiungsarmee – dem Tsing Shan Firing Range.
Am Fuße des Castle Peaks befindet sich Tuen Muns Sun Yat Sen Garden, ⊙ – zum Gedenken des chinesischen Revolutionsführers in Hongkong nahe dem denkmalgeschützten „Roten Haus“ – genauer Castle Peak Hung Lau (青山紅樓, englisch Castle Peak Red House) – aus den 1920–1930er-Jahren, ein ehemaliger Wohnort Sun Yat Sens und dessen Gefolgschaft. Im Westen an der Küste nah am Fuss des Castle Peaks befinden sich zwei von Hongkongs insgesamt vier Kraftwerke. Die beiden Kraftwerke werden vom Hongkongs größter Kraftwerksbetreibers CLP Power Hong Kong Ltd. (früher China Light and Power Co Ltd.) betrieben. Das Castle Peak Power Station mit einer Nennleistung von etwa 4,1 GW ist Hongkongs leistungsstärkste Kraftwerkanlage.

## Namen
Als historisch belegter Name des Bergs taucht Yeung Hang Shan (羊坑山 – „Schafsgrubenhügel“) auf, das Dorf Yeung Siu Hang (羊小坑) in der Nähe ist noch ein Verweis auf diesen Namen. Später wird der Berg auch als „heiliger Hügel“ (聖山) und Tuen Mun Shan (屯門山 – „Lagertorberg, Stationierungstorberg“) bezeichnet. Letzterer Name verweist auf Soldaten einer Garnisonsstadt (屯門軍鎮 – „Tuen Mun-Garnisonsstadt“), die während der Tang-Dynastie (618–907) vom Kaiser zum Castle Peak geschickt wurden, um das Land wirtschaftlich zu nutzen und die Küste gegen Piratenangriffe zu verteidigen. Zur Zeit der Song (960–1279) gab Kaiser Song Taizu diesen Berg den Namen Sui Ying Shan – 瑞應山. Der Castle Peak (青山) und Kau Keng Shan (九逕山 – „Neun-Pfade-Berg“) bilden gemeinsam ein „Tor“ (門) am Tal der Gebirgsketten, was man auch als Herleitung der Ortsbezeichnung des damaligen Garnisonsstandort Tuen Mun – 屯門 – „Stationierung (von Soldaten) am Tor“ nutzte.
Der heutige chinesische Name Tsing Shan (Pinyin Qing Shan) – 青山 – kann als „grüner Hügel“ übersetzt werden. Dieser Name wurde in der Vergangenheit damit erklärt, dass der Castle Peak auch im Winter noch mit Gräsern bewachsen war, während die Vegetation der Nachbarhügel bereits vertrocknet war. Heute ist die Vegetation allerdings in weiten Teilen zurückgebildet und das Granitgestein wird sichtbar.
Seit dem Jahr 428 ist auch der Name Pui To Shan (杯渡山) üblich, der auf den buddhistischen Zen-Mönch Pui To Sim Shi (杯渡禪師) zurückgeht. Es gibt etliche Legenden über ihn, den meisten ist jedoch gemein, dass er als armer Nomade unterwegs gewesen ist und sich z. B. an buddhistische Speiseregeln nicht hielt. Seine einzigen Besitztümer waren ein Reiskorb und eine hölzerne Schale (杯). Aufgrund seiner Erscheinung wurde ihm eine Fährüberfahrt am Fluss Kwa Po verweigert. Er soll daher in seiner Schüssel das Meer überquert haben und schließlich am Castle Peak gestrandet sein. Über sein weiteres Leben ist nichts bekannt. Die Gründung des Tsing-Shan-Klosters (青山禪院, auch 青山寺, englisch Tsing Shan Monastery) geht auf diese Geschichte zurück, wenngleich andere Quellen erst im Jahr 954 von Verehrung Buddhas am Castle Peak sprechen, als ein Soldat eine Figur schnitze und in einer Höhle am Castle Peak deponierte. Daneben existiert ein Dorf namens Tsing Shan Tsuen (青山村 – „Grüner-Hügel-Dorf“, ⊙) am östlichen Fuß des Bergs.

## Geschichte
Wie lange das von Pui To gegründete Kloster nach seinem Tod von anderen Mönchen weitergeführt wurde, ist nicht überliefert. Spätestens während Regierungszeit Daoguangs (1820–1850, Qing-Dynastie) errichteten jedoch Taoisten ein neues Kloster an dieser Stelle, das sie Tsing Wan Kwun nannten. Es war allerdings nur relativ kurz bei Pilgern beliebt und wurde bald aufgegeben. 1918 wurde wiederum ein buddhistisches Kloster gegründet. Auf Initiative des damaligen Gouverneurs Cecil Clementi wurde 1929 ein Torbogen auf dem Pfad zum Kloster errichtet. Zu Ehren Clementis wurde das Sommerhaus Clementi Arbour gebaut.
Auf dem Ling To Shan (靈渡山), ein Ausläufer des Castle Peaks befindet sich das 1400 Jahre alte buddhistische Zen-Kloster Ling To.

## Bilder

Umgebung von Castle Peak
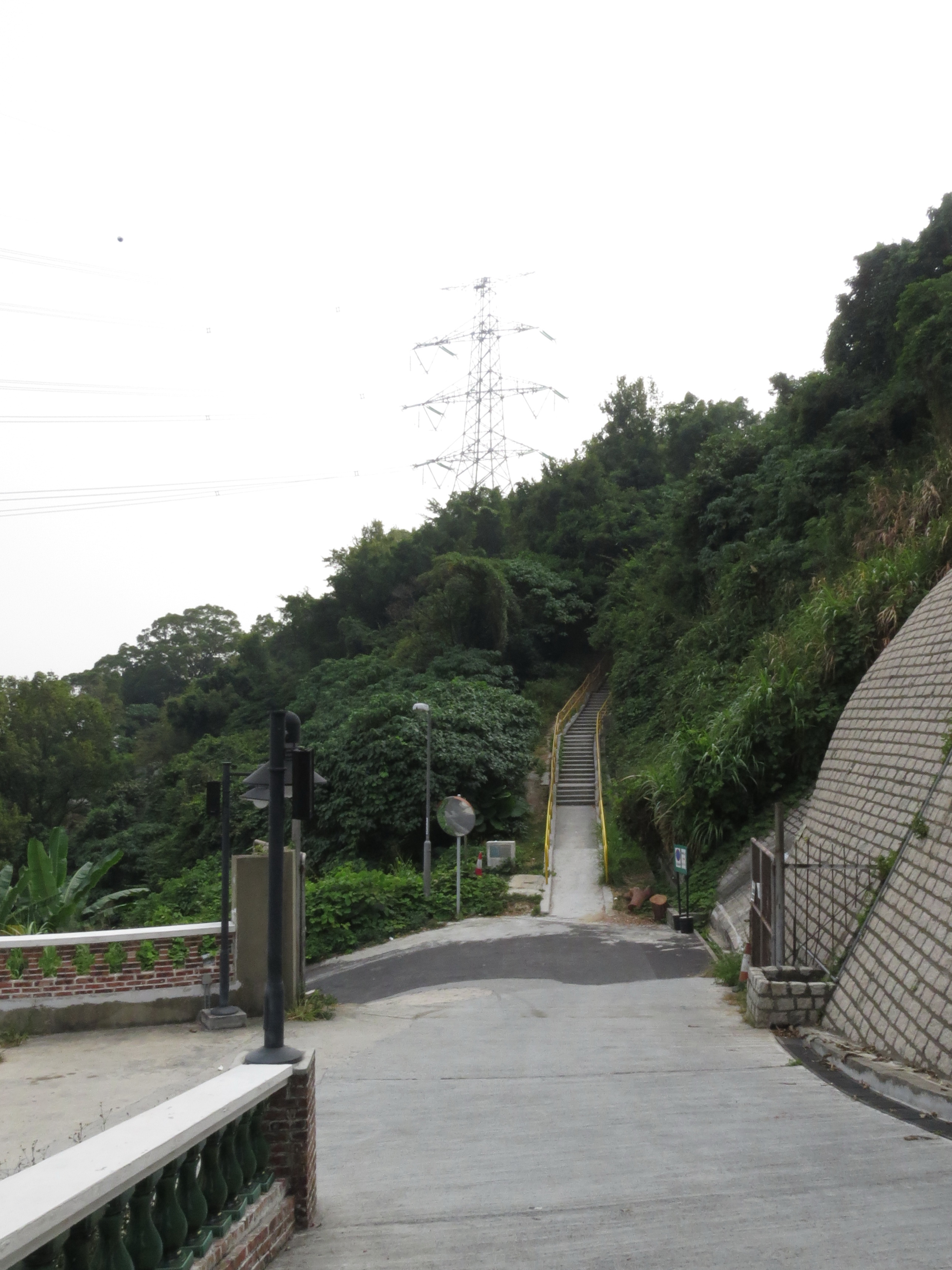
Wanderpfad – Beginn, 2012
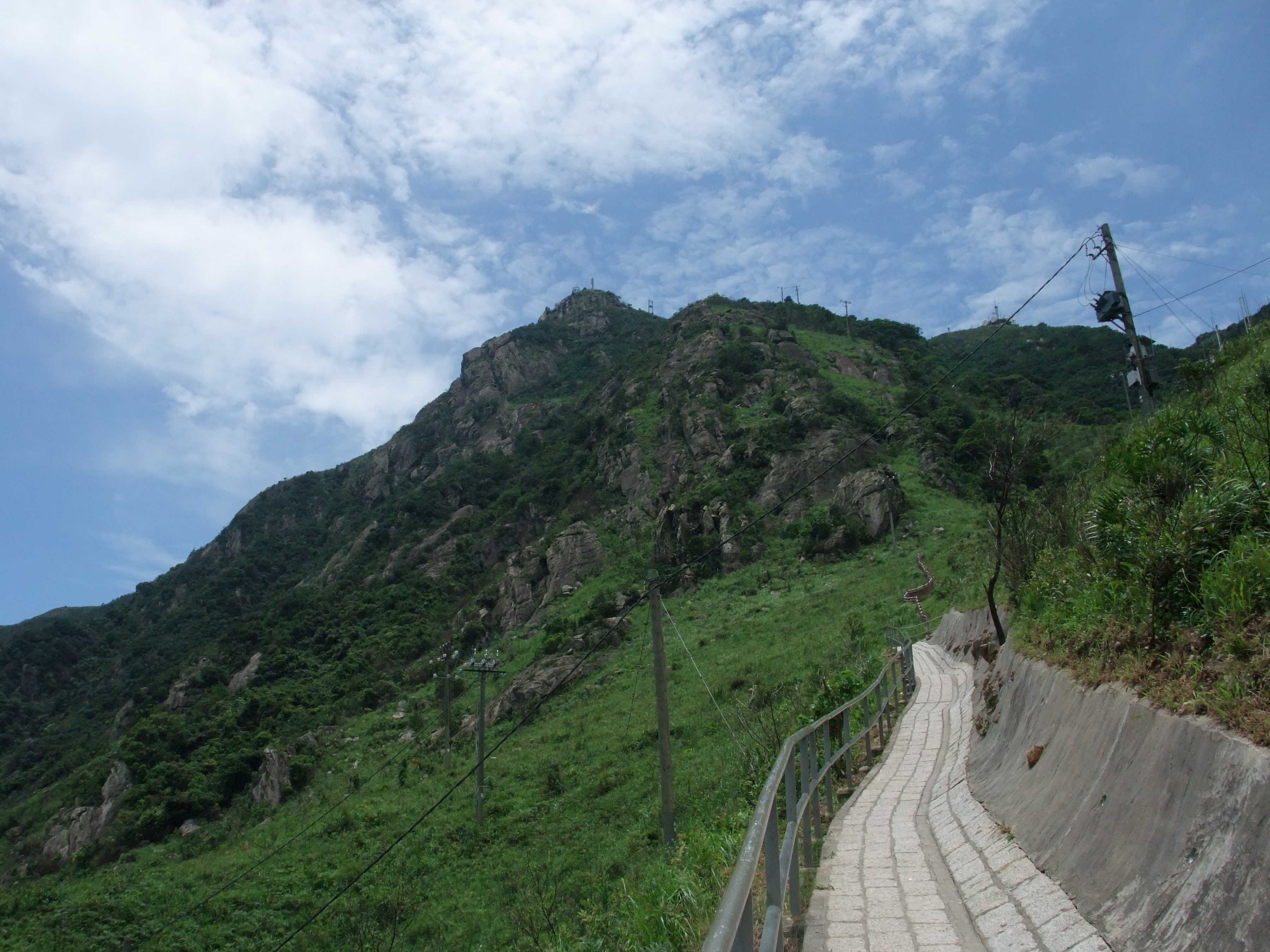
Wanderpfad zum Castle Peak, 2008
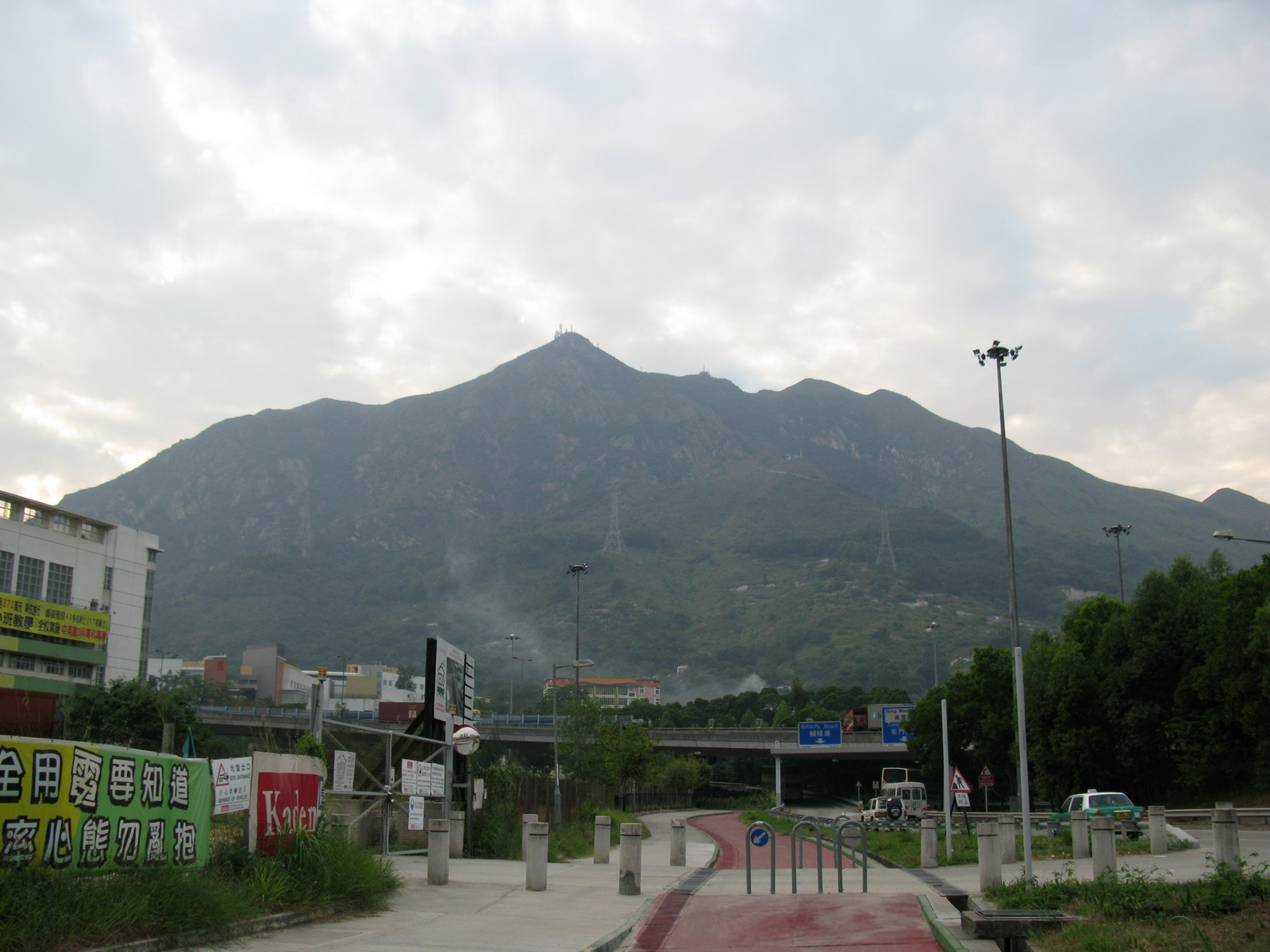
Castle Peak – Ansicht vom Dorf, 2007
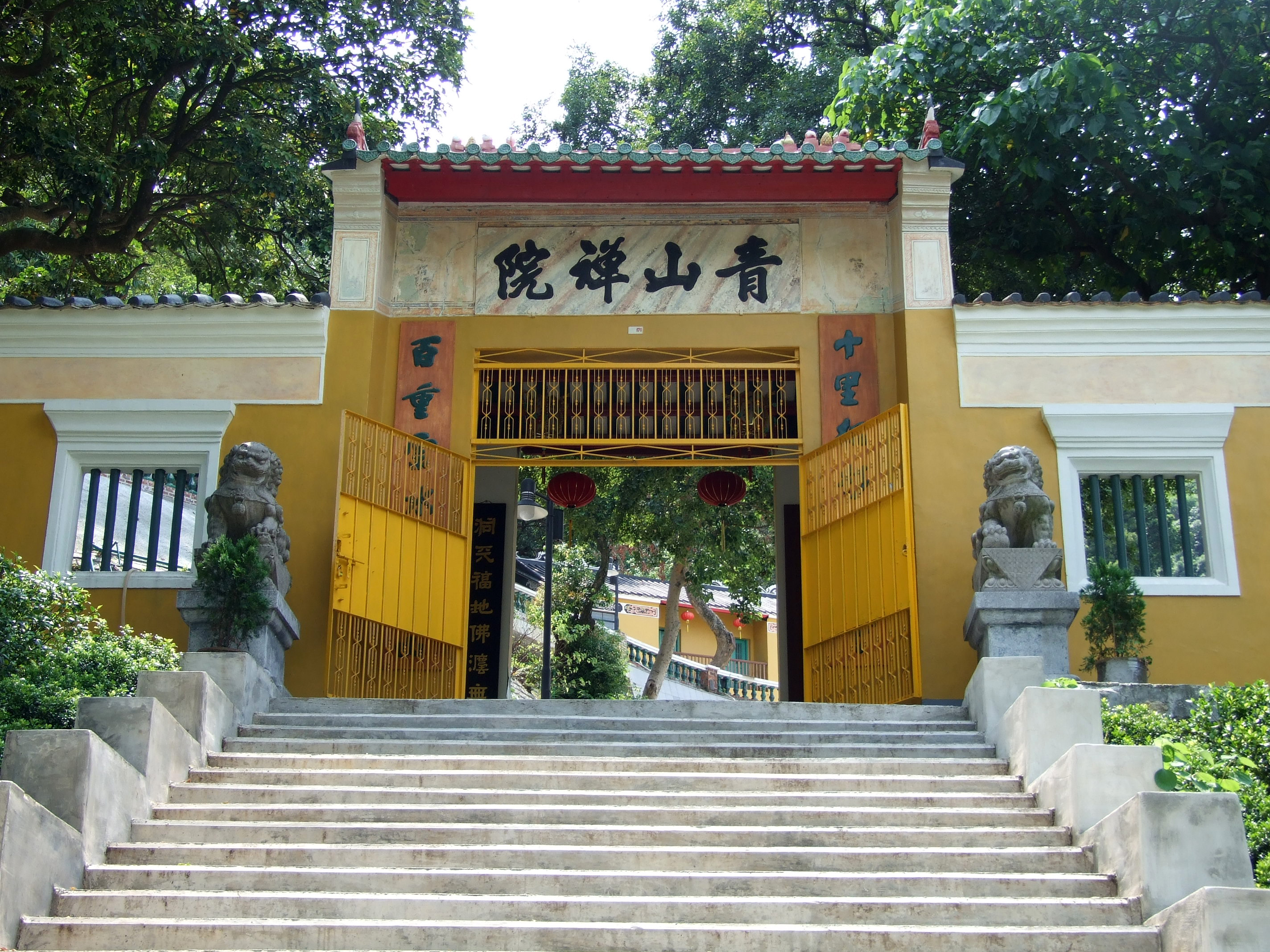
Tsing-Shan-Kloster[45] – Eingangstor, 2011
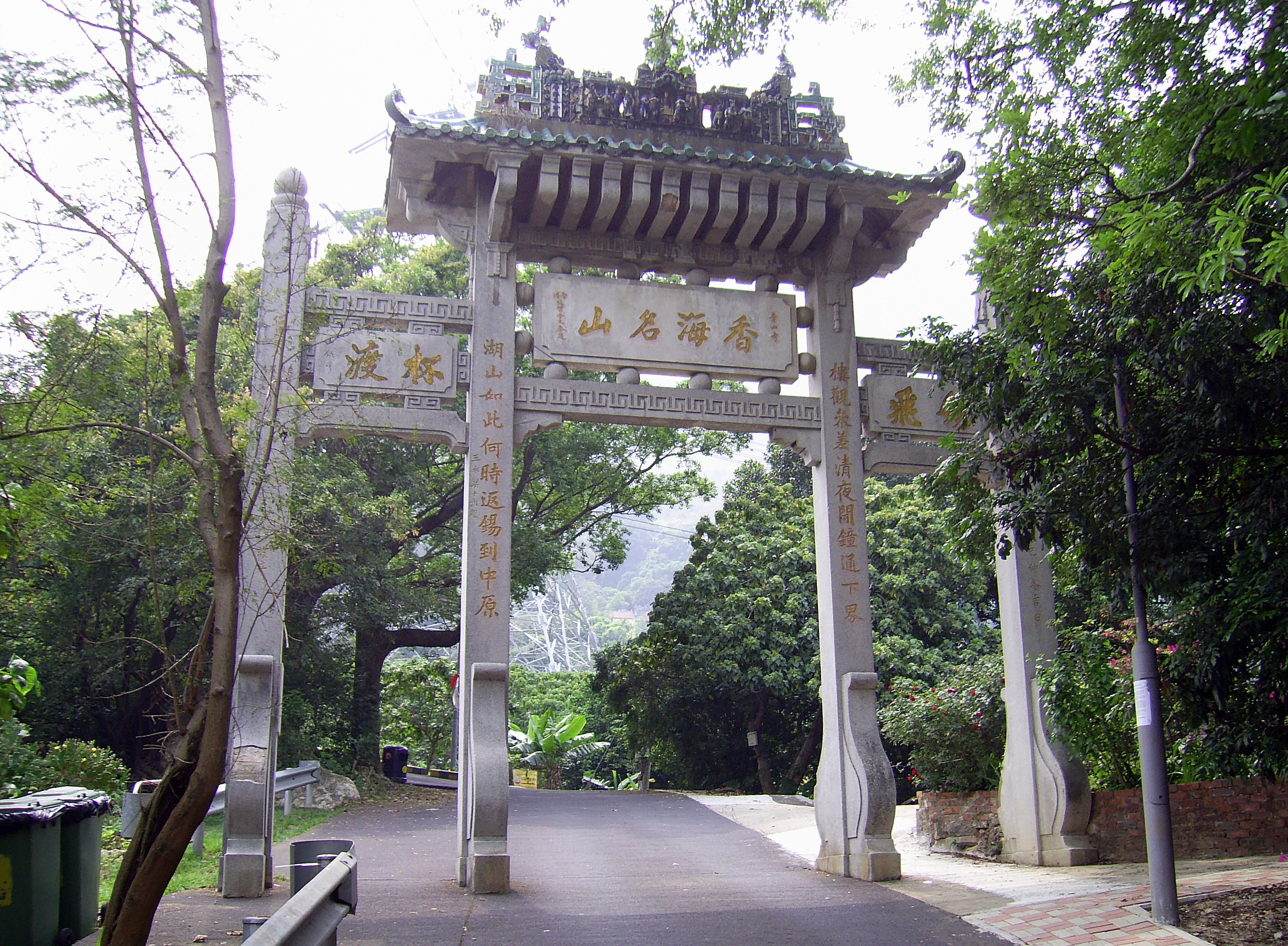
Tsing-Shan-Kloster – Pailou-Tor[48], 2009
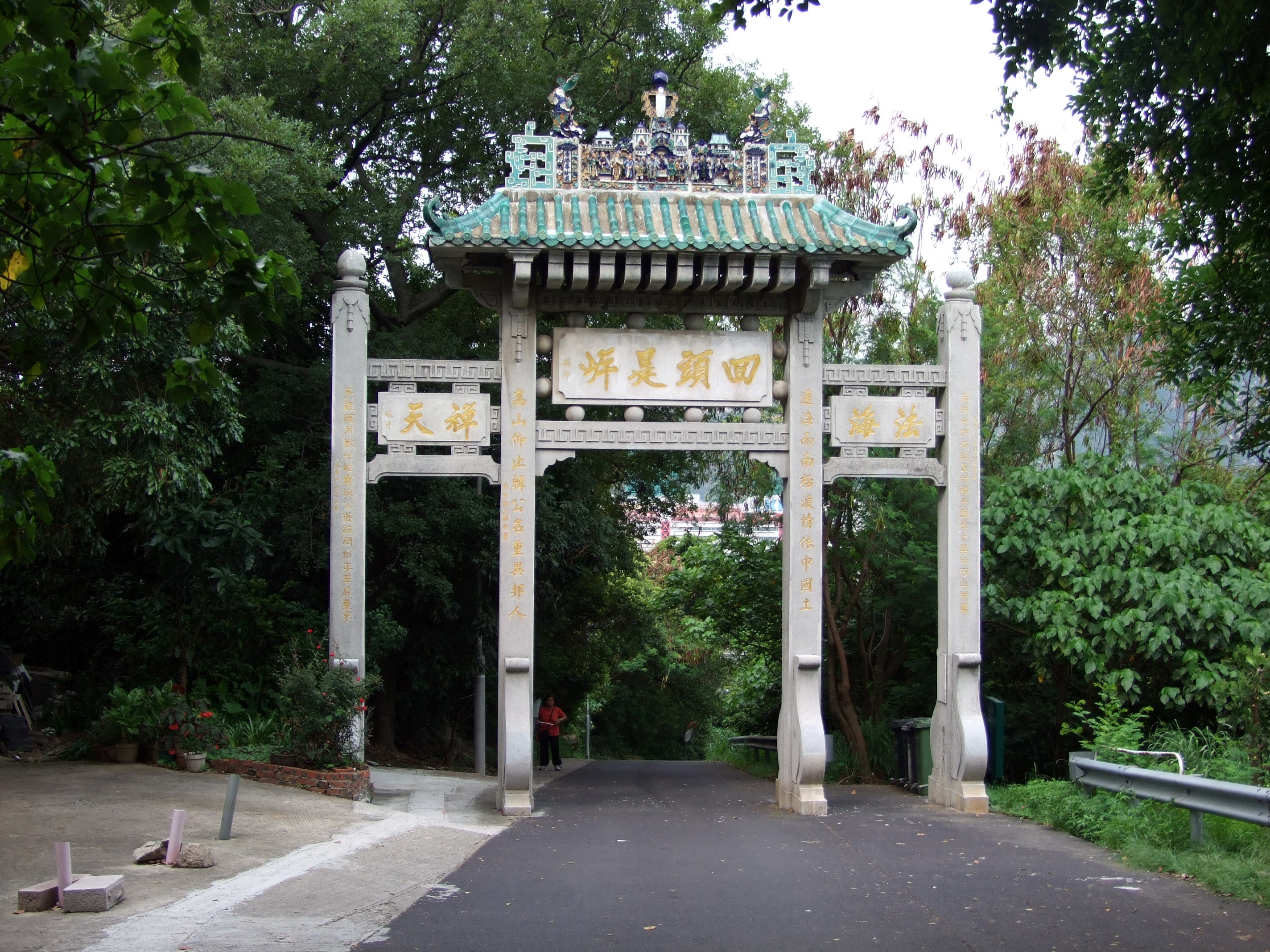
Tsing-Shan-Kloster – Pailou-Tor[49][50], 2009
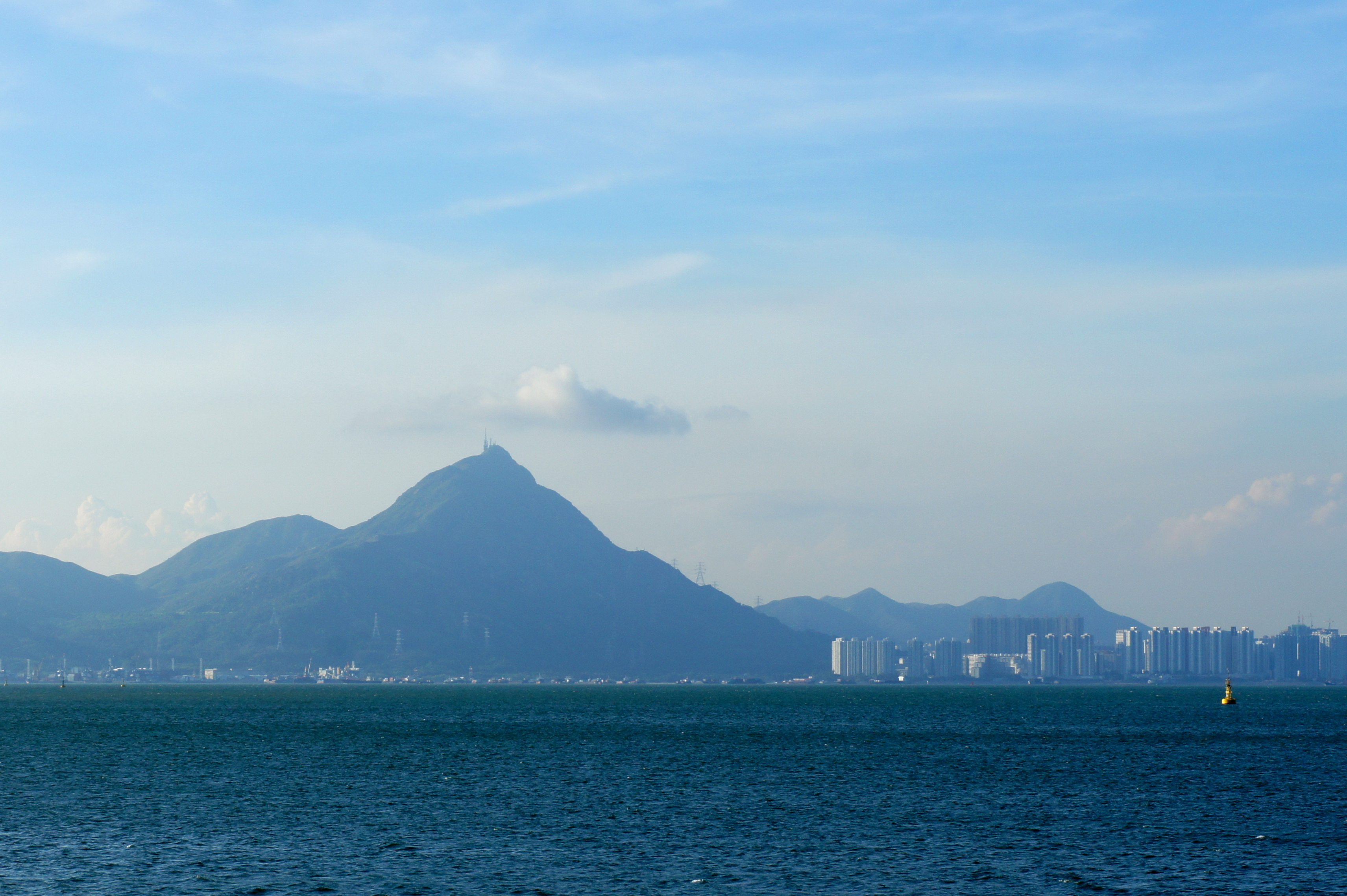
Castle Peak – Blick vom Tung Chung, 2011
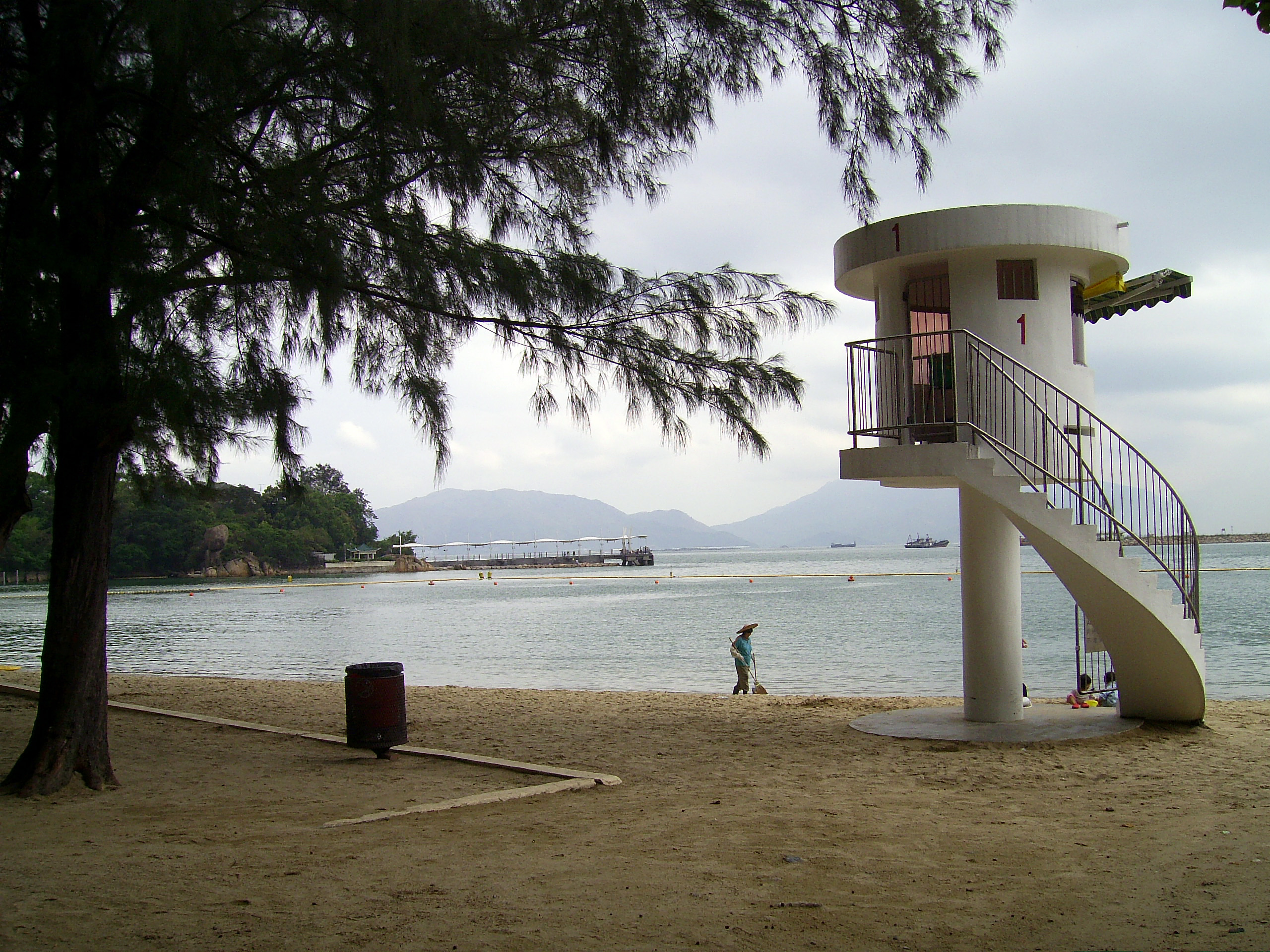
Castle Peak Beach[7], 2009